# الدروس التسع لفن الرياضيات

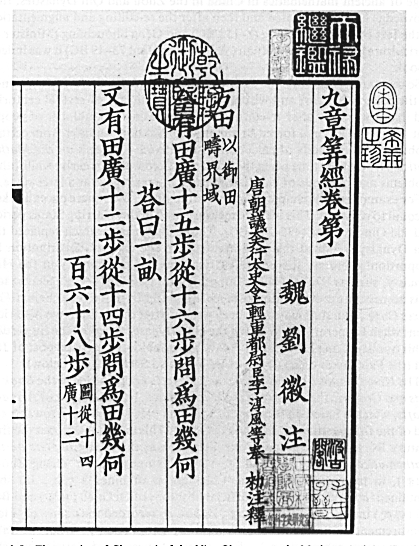
Les Neuf Chapitres sur l'art mathématique

الدروس التسع لفن الرياضيات (بالإنجليزية: The Nine Chapters on the Mathematical Art)، هو كتاب صيني في الرياضيات، كتبه العديد من الكُتاب، عاشوا خلال فترة طويلة تمتد من القرن العاشر قبل الميلاد إلى القرن الثاني قبل الميلاد، على الأقل.